# Al-Ittihad (Bahrain)
al-Ittihad (arabisch نادي الاتحاد الرياضي, DMG Nādī l-Ittiḥād ar-riyāḍī) ist ein bahrainischer Fußballklub mit Sitz in der Stadt Bilad Al Qadeem, einem Vorort von Manama, im Hauptstadtgouvernement. Spielstätte ist das Madīnat Hamad Stadium in Madīnat Hamad. Die Mannschaft spielt zumeist in der zweitklassigen Second Division, stieg jedoch unter anderem zur Saison 2017/18 in die erstklassige Premier League auf.

## Geschichte
Der Klub wurde im Jahr 1952 gegründet. Derzeitiger Präsident ist Ahmed Jaffar.

### Liga
Eine längere Zeit lang spielte der Klub unterklassig. Die Saison 2002 wurde mit allen Mannschaft der ersten und zweiten Liga gespielt. Ittihad landete am Ende dieser Spielzeit mit 13 Punkten auf dem 15. Platz und nahm zur nächsten Saison an der zweitklassigen First Division teil. Zur Saison 2007/08 gelang es dem Klub wieder in die erste Liga aufzusteigen. Die Spielzeit 2008/09 wurde erneut mit allen Mannschaften aus der ersten und zweiten Liga gespielt, die letzten acht Mannschaften mussten direkt absteigen und bildeten zur nächsten Saison die Second Division. In diese musste auch Al-Ittihad, nachdem mit 10 Punkten der 16. Platz erreicht wurde. Nach mehreren Platzierungen  im oberen Mittelfeld stieg der Klub zur Saison 2017/18 in die erste Liga, die Bahraini Premier League, auf. Mit 14 Punkten ging es am Ende der Spielzeit über den neunten Platz direkt wieder runter in die zweite Liga.

### Pokal
In den jeweiligen Pokalwettbewerben konnte der Klub nur selten größere Erfolge erzielen. Zumeist endete die Teilnahme bereits in der ersten Runde oder es kam zu keiner Qualifikation. Ausnahmen davon waren unter anderem der King’s Cup der Saison 1996/97 wo die Mannschaft im Achtelfinale gegen Muharraq mit 1:0 unterlag. In der Saison 2016/17 unterlag man wiederum im Achtelfinale mit 1:0 gegen Muharraq. Die Saison 2019/20 beendete der Klub bereits nach der Vorrunde mit einer 1:2-Niederlage gegen Qalali. Im Federation Cup kam die Mannschaft mit 3 Punkten in seiner Gruppe auch nicht über die erste Runde hinaus.